# チャワイ語
チャワイ語（チャワイご、チャワイ語: Cawai、英: Atsam language）は、カインジ諸語に属する言語である。
ナイジェリアのカドゥナ州で話されている言語である。ピティ語と言語学的に近い関係にある。